# Triphosa sabaudiata
Triphosa sabaudiata är en fjärilsart som beskrevs av Philogène Auguste Joseph Duponchel 1831. Triphosa sabaudiata ingår i släktet Triphosa och familjen mätare. Inga underarter finns listade i Catalogue of Life.